# Eparchia San Charbel w Buenos Aires
Eparchia San Charbel w Buenos Aires (łac. Eparchia Sancti Sarbelii Bonaërensis Maronitarum) – eparchia Kościoła maronickiego w Argentynie. Należy do metropolii Buenos Aires.

## Historia
5 października 1990 roku papież Jan Paweł II erygował eparchię San Charbel.

## Ordynariusze
- Charbel Georges Merhi CLM (1990 - 2013)
  - Habib Chamieh OMM (2013 - 2019) - administrator apostolski
- Habib Chamieh OMM (od 2019)